# ريج كامبل
ريج كامبل (بالإنجليزية: Reg Campbell)‏ هو رسام أسترالي، ولد في 2 مارس 1923 في Gladesville ‏ في أستراليا، وتوفي في 30 مايو 2008 في باثرست في أستراليا.